# Xerografia

Disegno schematico del processo di xerografia.

La xerografia (in inglese xerography) è un procedimento elettrostatico di stampa a secco utilizzato nella riproduzione (fotocopiatura) di documenti. Questa invenzione ha anche segnato definitivamente la disciplina del diritto d'autore, rendendo molto facile la duplicazione dei documenti. La xerografia è alla base del funzionamento delle moderne fotocopiatrici e delle stampanti laser.

## Storia
Fu inventato dal fisico statunitense Chester Carlson nel 1938 che la brevettò il 6 ottobre 1942. Egli giunse al perfezionamento della tecnica, che gli fece guadagnare una fortuna, dopo anni di insuccessi. Nel 1944 trovò finalmente una azienda disposta ad investire nell'idea, la Haloid Company. La tecnica fu chiamata xerography, dalla parola greca ξερος; (Xeròs) che significa secco, per distinguerla dai processi precedenti che impiegavano reazioni chimiche in soluzioni acquose. Nel 1961 l'azienda mutò il nome in Xerox Corporation.

## Funzionamento
Il processo si svolge in diverse fasi, quasi tutte svolte su un cilindro di alluminio rivestito da uno strato di selenio, un metallo che ha la proprietà di abbassare la sua resistenza elettrica quando esposto alla luce.
Il cilindro, che ruota in sincronia con l'avanzare della carta, è chiamato "tamburo fotoricettore".
Nel caso della xerografia a colori, i tamburi sviluppano immagini parziali che vengono poi sovrapposte su di un nastro flessibile metallizzato detto "cinghia di accumulazione" o "cinghia di trasferimento".
La fase di fusione avviene separatamente, in un "fonditore" o "fusore".
1. Caricamento
Sulla superficie del cilindro viene indotta, per effetto corona, una carica elettrica negativa da un filo su cui è applicata una elevata tensione, lo "scorotron di carica". La carica, distribuita uniformemente sulla superficie, persiste per il fatto che il metallo fotosensibile al buio non conduce elettricità.
2. Definizione dell'immagine
Lo scanner legge l'immagine e la proietta nel CCD che la elabora in formato digitale e la invia alla scheda del laser. Nel caso delle stampanti, il codice digitale arriva direttamente dal computer che sta inviando la stampa.
3. Esposizione
il raggio laser viene prodotto attraverso dei diodi (uno nel caso del monocromatico; quattro nel caso del colore) che proiettano il raggio sullo specchio poligonale rotante (a volte ce ne sono due) e, tramite un gioco di lenti e specchi, scrivono l'immagine sul tamburo, rotante alla stessa velocità di avanzamento della scansione. Nel vecchio processo analogico, il documento da copiare veniva illuminato e scandito da una lente, che proiettava l'immagine sul fotoricettore. Dove la luce riflessa giunge sul cilindro la superficie diventa conduttrice e azzera la carica elettrica, che rimane invece nelle zone scure. Sul tamburo si forma una immagine latente positiva dell'originale, sotto forma di potenziale elettrico.
4. Sviluppo
Continuando la rotazione, la superficie del tamburo passa di fronte ad un distributore di toner. Il distributore è costituito in genere da un rullo magnetico su cui è attaccata della fine polvere di ferro chiamata developer ("sviluppatore"). Sulla polvere di ferro, che ha acquisito una carica elettrica opposta a quella del tamburo, si depositano le particelle di toner che vengono portate in prossimità del tamburo. Qui il toner viene attratto solo dalle zone in cui la carica negativa originaria è stata annullata dalla luce del laser e respinto dove la carica persiste.
Si sviluppa in questo modo l'immagine latente in forma visibile.
5. Trasferimento
A questo punto un foglio passa tra il tamburo e un filo elettrico posto inferiormente e caricato ad un potenziale maggiore del tamburo ("corotron di trasferta"). In questo modo le particelle di toner vengono attratte e si trasferiscono sulla carta, riproducendo l'immagine. Un elettrodo a forma di sega, ovvero con tante punte affiancate scarica la maggior parte della carica presente sul tamburo facilitando il distacco del foglio.
6. Fusione
In questa fase il foglio avanza in una unità detta fusore dove per effetto di calore e pressione applicate da due rulli, il toner depositato viene fuso e incorporato nelle fibre della carta. All'interno del fusore c'è del tessuto che provvede alla pulizia nonché alla lubrificazione dei due rulli.
7. Pulizia e scaricamento
Il tamburo prosegue la sua corsa attraverso una sezione dove viene scaricato e ripulito dal toner residuo da una lama di pulizia, ed è pronto per ricominciare. Se la circonferenza del tamburo è inferiore alla lunghezza di un foglio, il ciclo è ripetuto più volte in una fotocopia.